# Falsk flagg
Falsk flagg var ursprungligen en sjökrigsterm där en aktör seglade under en annan flagga än sin egen som en krigslist. I modern tappning beskriver termen specialoperationer som lagts upp så att det framstår som om de utförs av en viss aktör snarare än den som faktiskt planerade och utförde den. Andra världskriget startades genom att tyska soldater iklädda polska uniformer anföll Tyskland, Gleiwitzincidenten, vilket användes som ursäkt för Tyskland att anfalla Polen.
Operationer som utförs i fredstid av civila organisationer, såväl som hemliga myndighetsoperationer, kan till viss del anses gå under falsk flagg om de syftar till att dölja den verkliga aktören.